# كوكي جيلكريست
كوكي جيلكريست (بالإنجليزية: Cookie Gilchrist)‏ هو لاعب كرة قدم أمريكية ولاعب كرة قدم كندية أمريكي، ولد في 25 مايو 1935 في براكنريدغ في الولايات المتحدة، وتوفي في 10 يناير 2011 في بيتسبرغ في الولايات المتحدة بسبب سرطان المريء.

## وصلات خارجية
- الموقع الرسمي
- كوكي جيلكريست على موقع مرجع كرة القدم المحترفة.كوم (الإنجليزية)
- كوكي جيلكريست على موقع الموسوعة البريطانية (الإنجليزية)
- كوكي جيلكريست على موقع إن إن دي بي (الإنجليزية)